# 洞螈科
洞螈科是有尾目下的一個科，是一類水生的蠑螈，屬於兩棲類，分布於巴爾幹半島與北美洲。泥螈屬分布於加拿大中部至美國中西部，東至北卡羅萊納州，南可達喬治亞州與密西西比州。洞螈屬現存僅洞螈一種，僅分布於巴爾幹半島西部。

## 生物分類學
洞螈科下包括兩個屬，分別是洞螈屬及泥螈屬，總共有7個物種。
- 泥螈屬
  - 阿拉巴馬泥螈 (Necturus alabamensis)
  - 海灣泥螈 (Necturus beyeri)
  - 紐斯河泥螈 (Necturus lewisi)
  - 紅河泥螈 (Necturus louisianensis)
  - 斑泥螈 (Necturus maculosus)
  - 小泥螈 (Necturus punctatus)
- 洞螈屬
  - 洞螈 (Proteus anguinus)

## 生活史
和許多有尾目不同的是，洞螈科即使進到了成年也依然保有幼體時的外鰓，這項特徵被稱為幼態延續。洞螈科為完全水棲，雖然擁有肺，但很少用來進行呼吸作用。洞螈科的鰓部外露，缺乏魚類的鰓蓋。鰓在低溫高含氧的水中緊貼身體並呈現鮮紅色，在溫暖缺氧的水中則會舒張開來增加接收氧的表面積。泥螈屬另外能透過皮膚吸收氧氣，有時也會直接呼吸空氣。
另外洞螈科也缺乏眼瞼以及上頜骨。雌性會將卵產在原木或石頭上，而雄性則會保護這些卵5至9個星期好讓卵能順利地發育。洞螈科的體長約在28—40（11—16英寸）之間。
泥螈屬，通常稱為「泥狗」或「水狗」，偏好棲息在淺湖與流速緩慢的溪流的石頭底下，但也曾經發現在90英尺（27）的深水之中。牠們的名字來自於被誤認為能夠發出類似犬的吠聲。泥螈屬以小魚與無脊椎動物為食，包括螯蝦、蝸牛與蠕蟲。泥螈在4到6年中完全成長並可存活超過20年。泥螈屬具有幼態延續的特性，由幼體發育至性成熟時期間，不會經歷變態。